# Аборти в Андоррі

Правовий статус абортів у світі:
Легальний
Легальний при зґвалтуванні та за медико-соціальними показниками
Легальний у випадках (або заборонений, окрім випадків) зґвалтування, медико-соціальних протипоказань
Заборонений, окрім випадків зґвалтування та медико-соціальних протипоказань
Заборонений, окрім випадків загрозі життю жінки та при наявності психічних і патологічних протипоказань
Заборонений без винятків
Відмінності за регіонами
Відсутні дані

Аборти в Андоррі заборонені, за винятком випадків, коли це необхідно, щоб зберегти життя вагітної жінки.
Жінку, яка виконує аборт самостійно або дає згоду іншій особі на здійснення аборту, карають позбавленням волі на строк до 2,5 років. Людина, яка виконує аборт за згодою вагітної жінки, карається позбавленням волі на строк до 4 років; якщо він або вона є лікарем і робить аборт з метою фінансового прибутку, максимальне покарання становить 6 років позбавлення волі. Якщо переривання вагітності проводиться без згоди вагітної, то максимальне покарання становить 10 років позбавлення волі. Якщо вагітна жінка помирає внаслідок аборту, то максимальне покарання зростає до 12 років позбавлення волі.
Хоча закон не має явних винятків із заборони, але загальні принципи кримінального права забезпечують правову основу для виконання абортів, якщо необхідно врятувати життя жінки.